# Atomul de hidrogen

Atomul de hidrogen în tabelul nuclidelor

Reprezentarea atomului de hidrogen, unde raza confirmă cea indicată de modelul atomic Bohr

Atomul de hidrogen este atomul hidrogenului, care este cel mai simplu element chimic.
Este alcătuit dintr-un nucleu pozitiv compus dintr-un singur proton și un electron ce se mișcă în jurul nucleului pe o orbită închisă.
Încercările de a înțelege și reprezenta mișcarea electronului în atomul de hidrogen (sau hidrogenoid) sunt un reper istoric important pentru apariția mecanicii cuantice.
Energia potențială a electronului este:
{\displaystyle U=-{\frac {Ze^{2}}{4\pi \epsilon _{0}r}},}
unde:
- Z= numărul de sarcini elementare din nucleu sau numărul atomic;
- r = distanța de la electron la nucleu;
- ε0 = permitivitatea vidului.

Ecuația lui Schrödinger pentru funcția de undă asociată electronului are forma:
{\displaystyle \Delta \Psi +{\frac {8\pi ^{2}m_{0}}{h^{2}}}\left(E+{\frac {Ze^{2}}{4\pi \epsilon _{0}r}}\right)\Psi =0,}
unde:
- m0 = masa electronului
- h = constanta Planck.

Soluțiile în coordonate sferice sunt:
{\displaystyle \Psi _{nlm}=\left({\frac {1}{2\pi }}\right)^{1/2}\cdot \left({\frac {2}{nr_{0}}}\right)^{1/2}\cdot \left({\frac {1}{2n\pi }}\right)^{1/2}\cdot }
{\displaystyle \cdot \left[{\frac {(n-l+1)!}{[(n+1)!]^{3}}}\right]^{1/2}\cdot \left[{\frac {2l+1}{2}}\cdot {\frac {l-|m|!}{l+|m|!}}\right]^{1/2}\cdot P_{l}^{m}(\cos \theta )e^{im\phi }e^{-{\frac {\rho }{2}}}\rho ^{l}L_{n+l}^{2l+1},}
în care:
{\displaystyle r_{0}={\frac {h^{2}}{4\pi ^{2}m_{0}e^{2}}}}
reprezintă raza atomului de hidrogen în stare fundamentală, iar:
{\displaystyle \rho ={\sqrt {-{\frac {8\pi ^{2}m_{0}E}{h^{2}}}}}} și {\displaystyle L_{n+l}^{2l+1}} sunt polinoamele generalizate Laguerre.
Plm(cos θ) sunt funcțiile sferice asociate de gradul l și de ordinul m, iar n, l, m sunt numerele cuantice principal, azimutal, respectiv magnetic.
Soluțiile ecuației sunt compatibile cu realitatea fizică numai pentru anumite valori ale energiei E, numite valori proprii, egale cu:
{\displaystyle E_{n}=-{\frac {m_{0}Z^{2}e^{4}}{8\epsilon _{0}^{2}n^{2}h^{2}}},}
deci energia electronului este cuantificată.
Starea normală sau fundamentală a unui atom hidrogenoid corespunde valorilor n=1, l=0, m=0 ale numerelor cuantice.
Funcția de undă are valoarea proprie:
{\displaystyle \Psi _{100}={\frac {1}{(\pi r_{0}^{3})^{1/2}}}\cdot e^{-{\frac {r}{r_{0}}}}}
și energia are valoarea:
{\displaystyle E_{1}=-{\frac {m_{0}Z^{2}e^{4}}{8\epsilon _{0}^{2}h^{2}}}.}